# 瓦茨拉夫一世

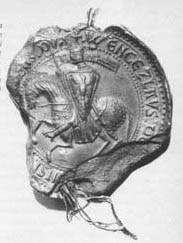
瓦茨拉夫一世印章

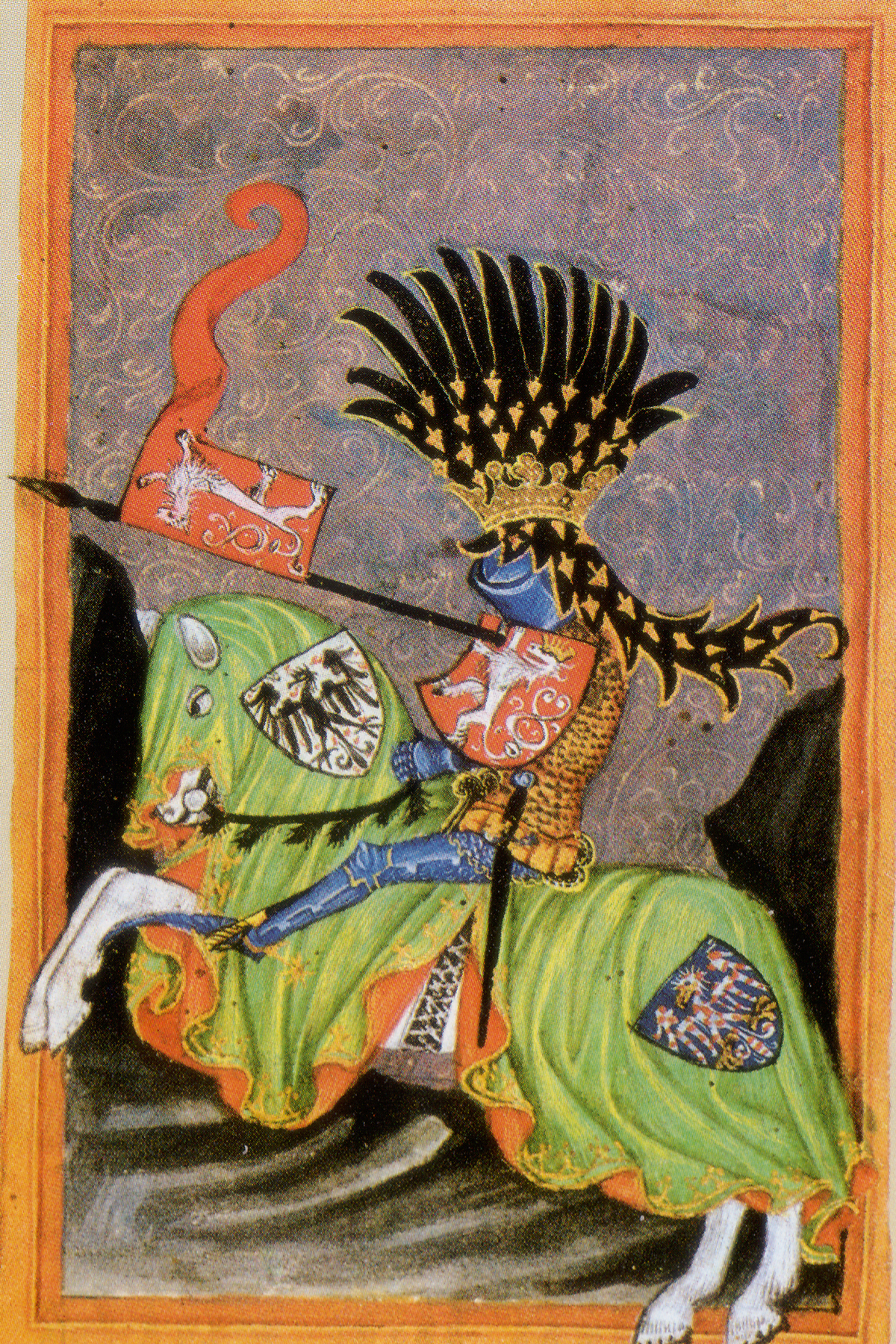
瓦茨拉夫一世

瓦茨拉夫一世（捷克語：Václav I，1205年—1253年9月23日）。普熱米斯爾王朝的波希米亞國王（1230年－1253年）。波希米亞國王奧托卡一世之子，母親為奧托卡一世的第二位妻子匈牙利的康斯坦絲。瓦茨拉夫一世的妻子是神聖羅馬帝國皇帝腓特烈一世的兒子士瓦本的菲利普之女兒庫尼貢德。

## 即位初期
1228年，瓦茨拉夫一世加冕成為共治國王，與其父奧托卡一世的統治波希米亞。1230年12月15日，奧托卡一世逝世，瓦茨拉夫一世接替他擔任波希米亞國王。瓦茨拉夫一世即位初期受到奧地利公爵腓特烈二世的擴張主義所威脅。1236年，神聖羅馬帝國皇帝腓特烈二世與倫巴底同盟戰鬥，向各諸侯徵兵作戰。瓦茨拉夫一世聯同一眾受奧地利公國威脅的諸侯，向皇帝訴求受到奧地利公國入侵的威脅而不敢派兵出外作戰，希望皇帝介入。
1236年6月，皇帝腓特烈二世敕命禁制奧地利公爵。奧地利公國受到各國出兵入侵，奧地利公爵由維也納出走至維也納新城。皇帝下令神聖羅馬帝國直接管轄奧地利公爵腓特烈二世的領地奧地利公國及施蒂里亞公國。班貝格總教區前主教成為兩公國的總督。瓦茨拉夫一世對此項安排感到不滿，遂與奧地利公爵協議成立同盟對付皇帝。皇帝只好取消禁令。

## 蒙古入侵
1241年，蒙古第二次西征，瓦茨拉夫一世成功抵擋拔都和速不台屬下拜答兒、合丹及斡兒答的大軍襲擊。在蒙古於列格尼卡戰役中獲勝後，瓦茨拉夫一世退回薩克森及圖林根整軍，但在克沃茲科被蒙古先鋒軍隊追上，波希米亞騎兵擊退了蒙古軍的分遣部隊。拜答兒及合丹卻在這時南下與拔都及速不台大軍會合攻打匈牙利王國，在蒂薩河之戰大敗匈牙利軍隊。但於1241年12月11日窩闊台去世，數月後消息傳來，拔都因汗位繼承問題撤軍東歸回哈拉和林開忽里勒台。

## 普熱米斯爾王朝的奧地利公國
1246年，奧地利公爵腓特烈二世在與匈牙利國王貝拉四世於萊塔河的戰爭中被殺，無子嗣及無指定繼承人。瓦茨拉夫一世遂看準機會奪取奧地利公國。當時皇帝腓特烈二世再次直接管轄奧地利公國，但是指派的總督要應付當地叛亂，吞併並無直接得益。根據1156年9月17日神聖羅馬帝國皇帝腓特烈一世於授予奧地利給亨利二世的小特權規定，巴本堡家族世襲奧地利公爵，不管是男系還是女系，如果兩系均絕嗣，則由在位公爵或其夫人指定繼承人，所以腓特烈二世的侄女奧地利的格魯迪成為繼承人。瓦茨拉夫一世遂安排其長子摩拉維亞藩侯弗拉迪斯拉夫與格魯迪結婚。弗拉迪斯拉夫成為奧地利公國的合法繼承人。可惜弗拉迪斯拉夫卻在1247年突然去世。奧地利公國遂落入格魯迪的新夫婿巴登藩侯赫爾曼六世手中。但該家族未能得到奧地利人民接受，赫爾曼六世於1250年逝世後，瓦茨拉夫一世於1251年率軍入侵奧地利公國。他釋放了因糾合貴族於1248年叛亂而被囚禁的次子奧托卡二世，為他娶了奧地利公爵腓特烈二世的妹妹瑪格麗特，而合法地成為王位請求者，繼承奧地利公國。
1253年，瓦茨拉夫一世逝世，王位由其子奧托卡二世繼承。
| 瓦茨拉夫一世 普熱米斯爾王朝出生于：1205年逝世於：1253年9月23日 | 瓦茨拉夫一世 普熱米斯爾王朝出生于：1205年逝世於：1253年9月23日 | 瓦茨拉夫一世 普熱米斯爾王朝出生于：1205年逝世於：1253年9月23日 |
| 統治者頭銜                                                     | 統治者頭銜                                                     | 統治者頭銜                                                     |
| -------------------------------------------------------------- | -------------------------------------------------------------- | -------------------------------------------------------------- |
| 前任者： 父奧托卡一世                                          | 波希米亞國王 1230年–1253年                                     | 繼任者： 子奧托卡二世                                          |

1. ↑  周力行 <捷克史> P140